# ان‌جی‌سی ۴۲۸
ان‌جی‌سی ۴۲۸ (انگلیسی: NGC 428) نام یک کهکشان در صورت فلکی نهنگ است.